# Gitanes

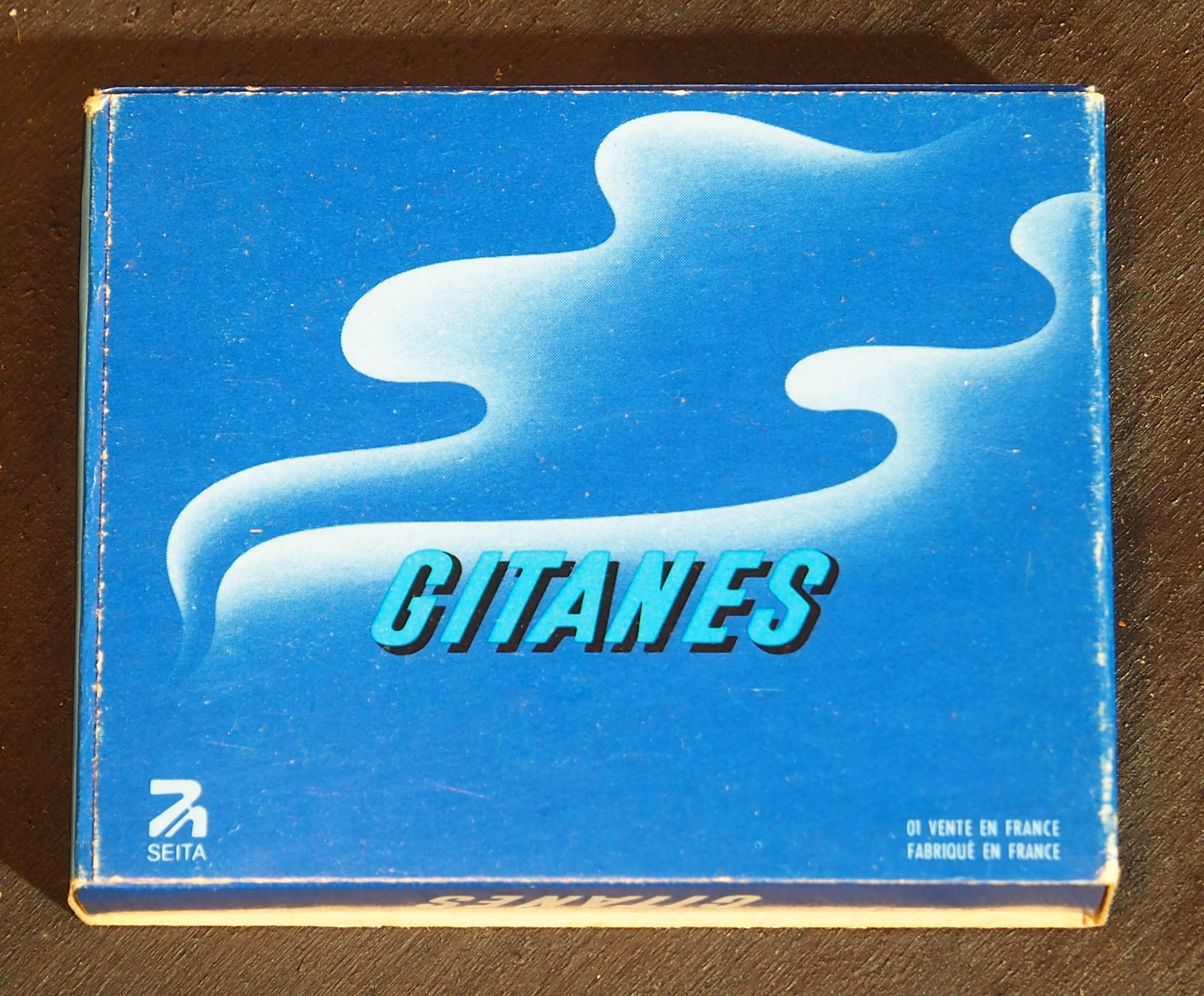
Pacchetto di sigarette Gitanes.

Gitanes (in francese "gitane", "zingare") è una marca francese di sigarette.
Inizialmente prodotte, come le "sorelle maggiori" Gauloises, dal gruppo francese SEITA, fanno parte del gruppo spagnolo Altadis; è in corso di perfezionamento l'acquisizione del gruppo Altadis da parte della britannica Imperial Tobacco. Il marchio Gitanes è considerato come regional cigarette brand: le Gitanes hanno una significativa presenza principalmente in Francia.

## Storia
Originariamente erano preparate con un tabacco scuro o brun (marrone), al contrario delle bionde; il nome fa riferimento alle zingare spagnole, le Gitane (una delle quali era la Carmen celebrata da Georges Bizet), come si può notare dalla grafica del pacchetto, essa rappresenta una "gitana" che suona il tamburello. Le scatole sono sempre state caratterizzate dai colori nero, blu e bianco.
Il tabacco delle Gitanes Brunes raggiunge il suo caratteristico e distintivo bite con un metodo di stagionatura del tabacco fire-flued e un tipo di laminazione di carta "rice" che si differenzia dalla maggior parte delle sigarette. Il risultato è una sigaretta dal sapore forte e deciso e con un aroma caratteristico. La miscela di tabacco impiegata nelle Gitanes brune è la tipica miscela francese denominata Caporal, in uso solo per la produzione di Gitanes e Gauloises brune. Vengono prodotte anche le Gitanes Blondes le quali sono caratterizzate da tabacco chiaro e da un aroma differente rispetto alle classiche Gitanes brune. Le Gitanes Blondes sono disponibili, con filtro, light e regolare. Le Gitanes Brunes sono disponibili nelle versioni da 70 mm, con e senza filtro.
La produzione è cessata in Francia ma uno stabilimento è rimasto operativo nei Paesi Bassi. Ciò è dovuto principalmente alla crescita nel settore del tabacco dei prelievi imposti dal governo francese a seguito delle campagne salutiste, che ha spinto il prezzo delle sigarette francesi fino al livello di quelle provenienti dagli Stati Uniti. Inoltre vi è una promozione più aggressiva di marchi di sigarette statunitensi e in genere di sigarette dal tipico aroma americano, che infatti stanno prendendo la maggior parte della quota di mercato. Mentre le sigarette brune hanno un aroma molto forte ma con note dolci, le sigarette di tipo "biondo" o americano sono invece generalmente caratterizzate da un gusto più aspro ma allo stesso tempo più leggero.
Le Gitanes Maïs (mais) erano realizzate con carta di mais dal caratteristico colore giallo. L'inusuale cartina mirava a interessare i clienti delle campagne francesi che, al pari dei contadini italiani, erano soliti confezionare le proprie sigarette utilizzando le foglie che avvolgono le pannocchie di granoturco.
In America le Gitanes non vengono più distribuite.
Cronologia
- 1910: apparizione delle Gitanes sans filtre in quattro versioni.
- 1918: apparizione delle Gitanes Maïs, fu un successo nelle zone rurali.
- 1956: apparizione delle prime Gitane filtre.
- Aprile 1981: apparizione delle versioni légères.
- 1986: la SEITA (all'epoca proprietaria del marchio) lancia la prima versione delle Gitane blondes, fu un fallimento, perché non corrispose l'immagine della marca.
- Gennaio 1988: apparizione delle versioni extra légères.
- 1991: apparizione delle versioni Gitanes ultra légères.
- 1990/1991: lancio simultaneo della nuova versione delle blondes con l'ultra légère, fu un successo commerciale.
- 1999: fusione della SEITA e del gruppo spagnolo Tabacalera, da cui la nascita del gruppo Altadis, attuale produttore delle Gitanes.

## Confezionamento
I pacchetti di Gitanes sono stati progettati da Maurice Giot. Lui rappresenta dei simboli spagnoli come il tamburello e la mantiglia.

Durante la Seconda guerra mondiale, la zingara ballerina incarna il marchio, lei e il suo ampio vestito sono disegnati da Mollusons e ritoccate da Max Ponty, che in parte maschera la danzatrice in nuvole di fumo.

Nel 1970, la linea della ballerina è rivista.

I colori del pacchetto restano invariati, sono il colore bianco, blu e nero.

Ogni pacchetto contiene venti sigarette.

Sono anche conosciute per avere conservato il colore bianco ed il gusto delle sigarette della prima parte del XX secolo, che le rendono spesso attraenti per nostalgici e per chi desidera una sigaretta forte di vecchio tipo.

## Tipologie
- Gitanes
- Gitanes Filtre
- Gitanes Bleu (filtre)

## Curiosità
- Le Gitanes erano le sigarette preferite del cantautore Serge Gainsbourg e di John Lennon.
- Il logo venne usato da J.J. Cale per la copertina dell'album Shades del 1981, sostituendo la gitana con un chitarrista.
- Il gruppo progressive rock-flamenco Carmen utilizzò il logo originale come copertina dell'album Dancing on a cold wind (1975).
- Le Gitanes vengono nominate nella canzone Reclame dei Baustelle.
- Dal 1976 al 1995 la Gitanes è stata il più importante sponsor del team Ligier di Formula 1.[2]
- Nel manga/anime Nana il bassista dei Trapnest, Takumi Ichinose, fuma le Gitanes.
- Le Gitanes Caporal sono la marca preferita di Lupin III, protagonista della famosa serie.
- Vengono fumate anche da Marco Pagot, protagonista del famoso anime Porco Rosso.
- L'attore teatrale Carmelo Bene le cita nella sua autobiografia, comparandosi con l'amico e cantante lirico Giuseppe Di Stefano, affermando di fumarne "centoventi al giorno".
- Un pacchetto aperto di Gitanes Bout Filtres appare disegnato sulla copertina e sul retro del doppio album dal vivo del 1976 Stomu Yamashta's Go – Go Live From Paris dei Go, supergruppo formato da Stomu Yamashta, Klaus Schulze, Michael Shrieve, Al Di Meola, Steve Winwood.
- Vengono citate nel film giallo di Lucio Fulci Sette note in nero.
- Vengono fumate da David Bowie, soprattutto nel periodo del personaggio Thin White Duke.
- Sono anche fumate da Fernandel.
- Nel brano "Amburgo" dall'album "Camera a sud" del 1994 Vinicio Capossela canta "non resta che fumare l'ultima gitanes arrotolata".